# زی ریکاردو (بازیکن فوتبال، زاده ۱۹۹۸)
زی ریکاردو (انگلیسی: Zé Ricardo؛ زادهٔ ۴ سپتامبر ۱۹۹۸) بازیکن فوتبال است.